# Olympische Sommerspiele 2012/Schwimmen – 400 m Freistil (Frauen)
Der Wettbewerb über 400 Meter Freistil der Frauen bei den Olympischen Spielen 2012 in London wurde am 29. Juli 2012 im London Aquatics Centre ausgetragen. 35 Athletinnen nahmen daran teil. 
Es fanden fünf Vorläufe statt. Die acht schnellsten Schwimmerinnen aller Vorläufe qualifizierten sich für das Finale, das am gleichen Tag ausgetragen wurde.
Abkürzungen:

WR = Weltrekord, OR = olympischer Rekord, NR = nationaler Rekord

ER = Europarekord, NAR = Nordamerikarekord, SAR = Südamerikarekord, ASR = Asienrekord, AFR = Afrikarekord, OZR = Ozeanienrekord

PB = persönliche Bestleistung, JWB = Jahresweltbestzeit

## Bestehende Rekorde
| Weltrekord         | Federica Pellegrini ( Italien) | 3:59,15 min | Rom, Italien                | 26. Juli 2009   |
| Olympischer Rekord | Federica Pellegrini ( Italien) | 4:02,19 min | Peking, Volksrepublik China | 10. August 2008 |

## Titelträger
| Olympiasiegerin | Rebecca Adlington ( Vereinigtes Königreich) | 4:03,22 min | Peking 2008   |
| Weltmeisterin   | Federica Pellegrini ( Italien)              | 4:01,97 min | Shanghai 2011 |
| Europameisterin | Coralie Balmy ( Frankreich)                 | 4:05,31 min | Debrecen 2012 |

## Vorlauf

### Vorlauf 1
29. Juli 2012
| Platz | Name             | Nation       | Zeit        | Anmerkung |
| ----- | ---------------- | ------------ | ----------- | --------- |
| 1     | Mojca Sagmeister | Slowenien    | 4:21,55 min |           |
| 2     | Andrea Cedrón    | Peru         | 4:24,18 min |           |
| 3     | Jennet Sarijewa  | Turkmenistan | 5:40,29 min | NR        |

### Vorlauf 2
29. Juli 2012
| Platz | Name                 | Nation        | Zeit        | Anmerkung |
| ----- | -------------------- | ------------- | ----------- | --------- |
| 1     | Nina Rangelowa       | Bulgarien     | 4:11,71 min | NR        |
| 2     | Kristel Köbrich      | Chile         | 4:12,02 min |           |
| 3     | Aya Takano           | Japan         | 4:12,33 min |           |
| 4     | Julia Hassler        | Liechtenstein | 4:12,99 min | NR        |
| 5     | Susana Escobar       | Mexiko        | 4:14,78 min |           |
| 6     | Natthanan Junkrajang | Thailand      | 4:16,45 min |           |
| 7     | Lynette Lim          | Singapur      | 4:18,64 min |           |
| 8     | Kim Ga-eul           | Südkorea      | 4:43,46 min |           |

### Vorlauf 3
29. Juli 2012
| Platz | Name              | Nation             | Zeit        | Anmerkung |
| ----- | ----------------- | ------------------ | ----------- | --------- |
| 1     | Rebecca Adlington | Großbritannien     | 4:05,75 min |           |
| 2     | Chloe Sutton      | Vereinigte Staaten | 4:07,07 min |           |
| 3     | Mireia Belmonte   | Spanien            | 4:08,23 min |           |
| 4     | Éva Risztov       | Ungarn             | 4:09,08 min |           |
| 5     | Li Xuanxu         | China              | 4:10,95 min |           |
| 6     | Camelia Potec     | Rumänien           | 4:11,43 min |           |
| 7     | Joanne Jackson    | Großbritannien     | 4:11,50 min |           |
| 8     | Wendy Trott       | Südafrika          | 4:11,63 min |           |

### Vorlauf 4
29. Juli 2012
| Platz | Name                | Nation     | Zeit        | Anmerkung |
| ----- | ------------------- | ---------- | ----------- | --------- |
| 1     | Coralie Balmy       | Frankreich | 4:03,56 min |           |
| 2     | Brittany MacLean    | Kanada     | 4:05,06 min | NR        |
| 3     | Federica Pellegrini | Italien    | 4:05,30 min |           |
| 4     | Kylie Palmer        | Australien | 4:07,27 min |           |
| 5     | Shao Yiwen          | China      | 4:08,41 min |           |
| 6     | Andreina Pinto      | Venezuela  | 4:08,45 min | NR        |
| 7     | Savannah King       | Kanada     | 4:10,93 min |           |
| 8     | Gráinne Murphy      | Irland     | 4:19,07 min |           |

### Vorlauf 5
29. Juli 2012
| Platz | Name            | Nation             | Zeit        | Anmerkung |
| ----- | --------------- | ------------------ | ----------- | --------- |
| 1     | Camille Muffat  | Frankreich         | 4:03,29 min |           |
| 2     | Allison Schmitt | Vereinigte Staaten | 4:03,31 min |           |
| 3     | Lauren Boyle    | Neuseeland         | 4:03,63 min | NR        |
| 4     | Lotte Friis     | Dänemark           | 4:04,22 min | NR        |
| 5     | Melanie Costa   | Spanien            | 4:06,75 min |           |
| 6     | Bronte Barratt  | Australien         | 4:07,99 min |           |
| 7     | Boglárka Kapás  | Ungarn             | 4:10,01 min |           |
| 8     | Jelena Sokolowa | Russland           | 4:12,19 min |           |

## Finale
Das Finale ist das schnellste olympische Finale über diese Distanz. Zum ersten Mal schlugen alle Finalistinnen unter 4:07 Minuten an.
29. Juli 2012, 20:18 Uhr MEZ
| Platz | Name                | Nation             | Zeit        | Anmerkung |
| ----- | ------------------- | ------------------ | ----------- | --------- |
| 1     | Camille Muffat      | Frankreich         | 4:01,45 min | OR        |
| 2     | Allison Schmitt     | Vereinigte Staaten | 4:01,77 min | NAR, NR   |
| 3     | Rebecca Adlington   | Großbritannien     | 4:03,01 min |           |
| 4     | Lotte Friis         | Dänemark           | 4:03,98 min | NR        |
| 5     | Federica Pellegrini | Italien            | 4.04,50 min |           |
| 6     | Coralie Balmy       | Frankreich         | 4:05,95 min |           |
| 7     | Brittany MacLean    | Kanada             | 4:06,24 min |           |
| 8     | Lauren Boyle        | Neuseeland         | 4:06,25 min |           |

## Videoaufzeichnungen
- Vorläufe
- Finale

## Bildergalerie

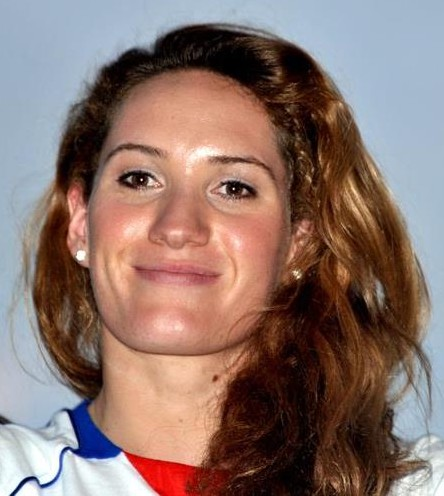
Olympiasiegerin Camille Muffat (FRA)
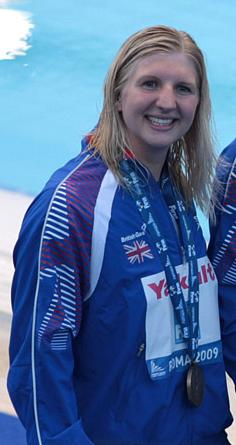
Titelverteidigerin Rebecca Adlington (GBR) gewinnt Bronze
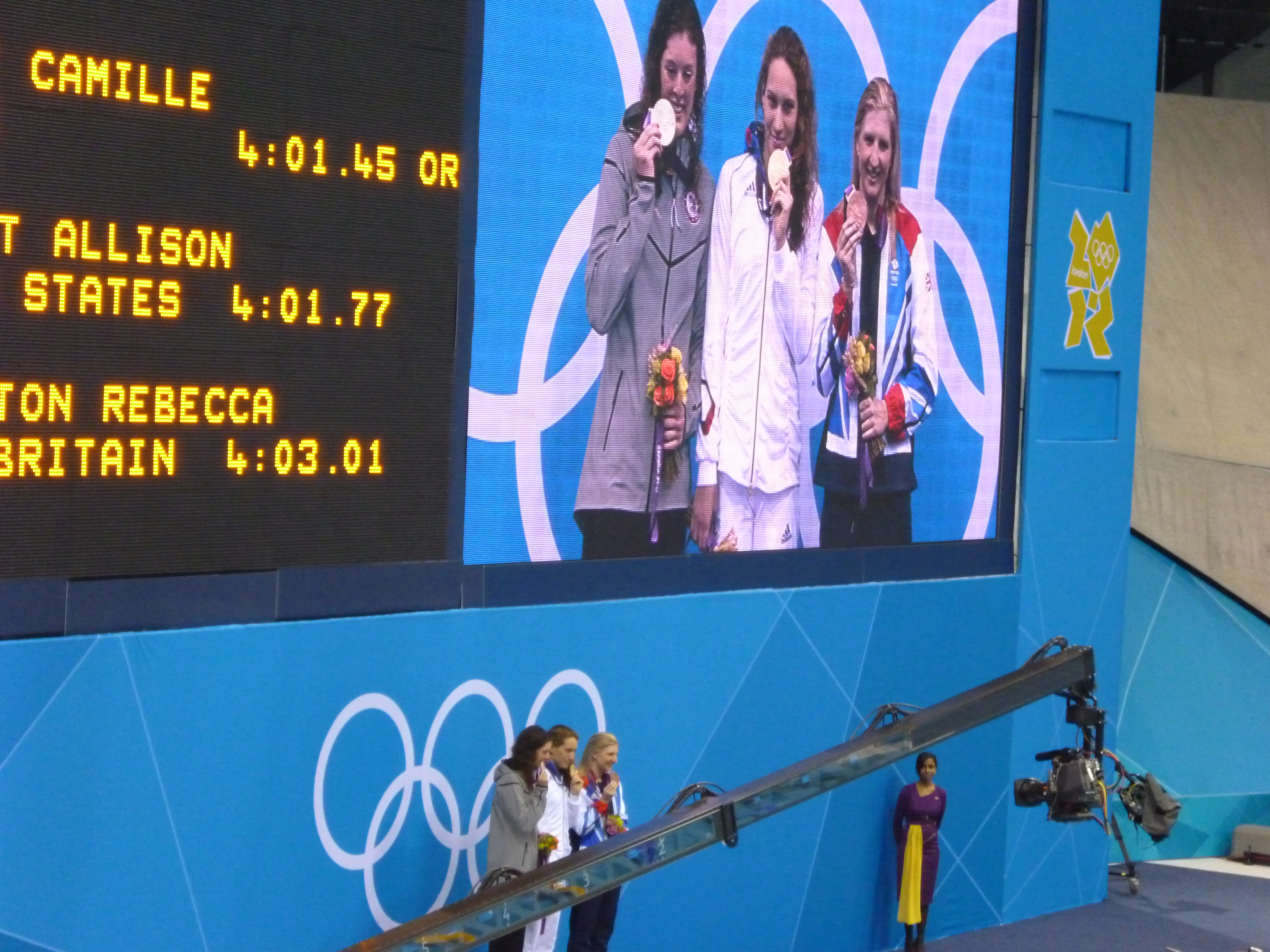
Siegerehrung

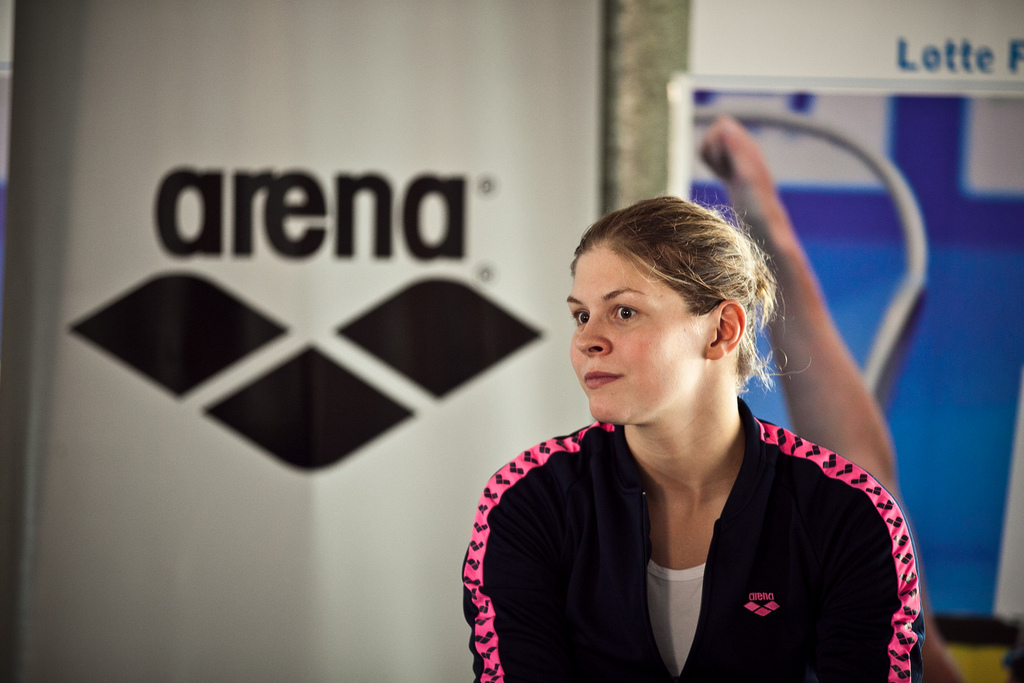
Lotte Friis (DEN), Platz 4, schwimmt im Vorlauf dänischen Rekord
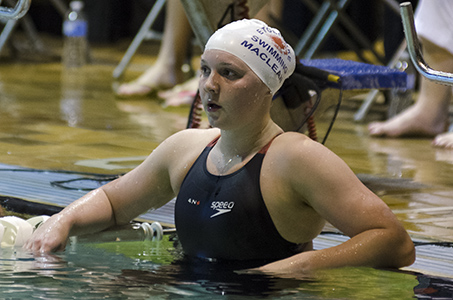
Brittany MacLean (CAN), Platz 7, mit kanadischem Rekord im Vorlauf
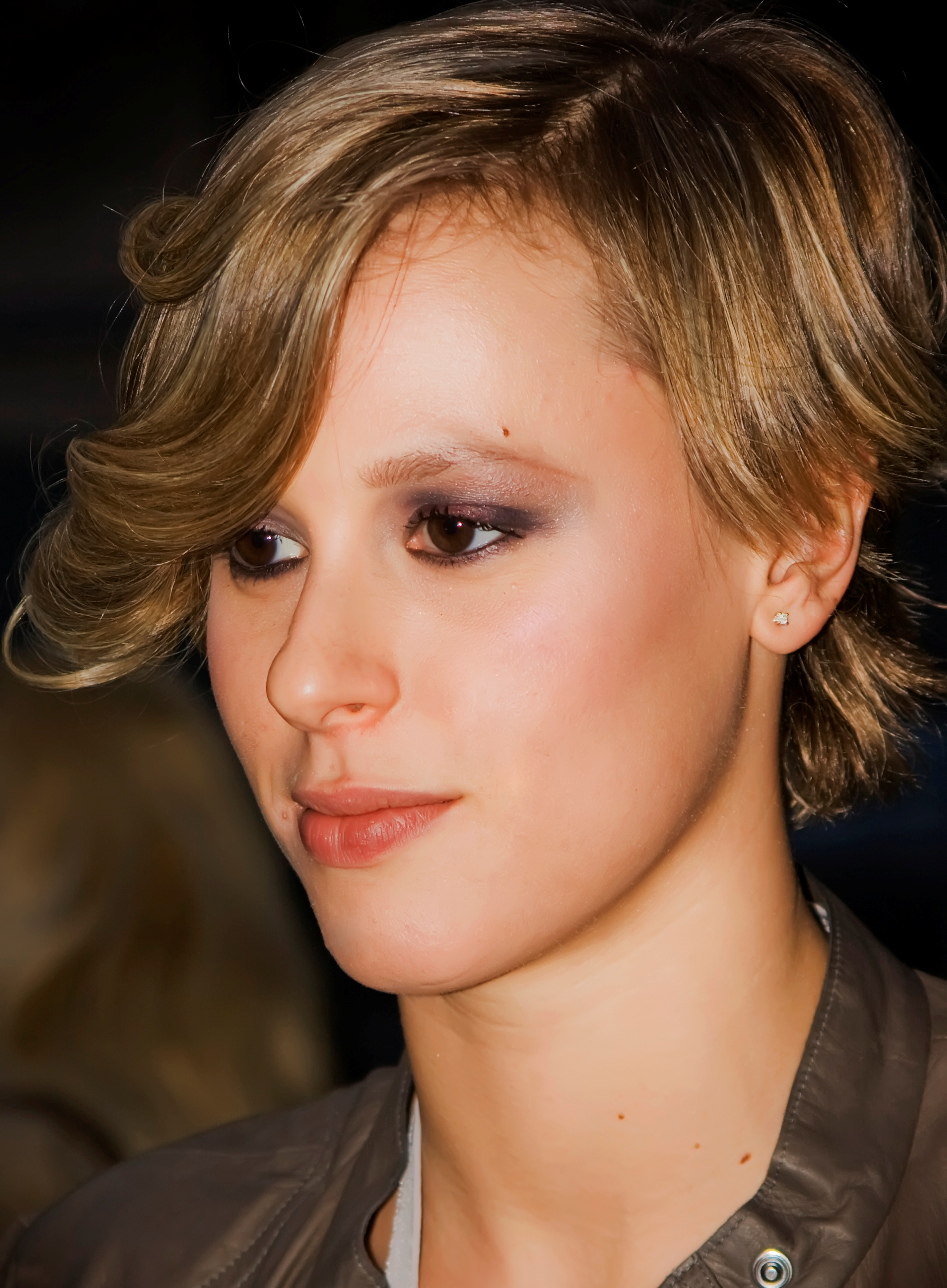
Federica Pellegrini (ITA), Weltmeisterin und Weltrekordlerin, erreicht Platz 5